# RB-341W Lejer-3
RB-341W Lejer-3 (ros. РБ-341В «Леер-3») – rosyjski system walki elektronicznej służący do zagłuszania terminali użytkowników w standardzie telefonii komórkowej GSM, obserwacji sytuacji na polu walki i prowadzenia wojny psychologicznej.

## Historia

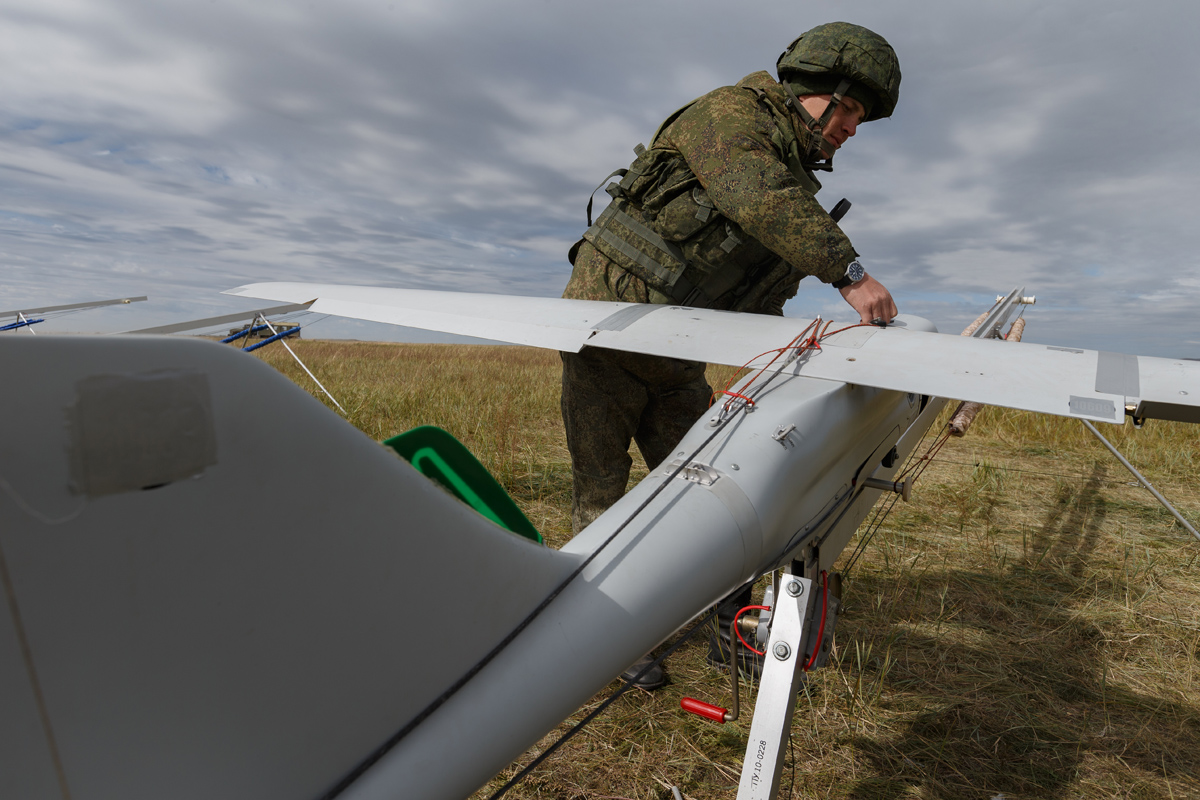
Dron Orłan-10 przygotowywany do startu

System został opracowany przez firmę Specjalne Centrum Technologiczne (ros. OOO Специальный технологический центр) z Sankt Petersburga w 2015 r. W 2016 r. zakończono prace konstrukcyjne, w wyniku których opracowano naziemną stację zdalnego sterowania dronów Orłan-10. Początkowo system był w stanie nadzorować pracę dwóch dronów w promieniu 100 km, w późniejszym czasie jego możliwości rozwinięto i obecnie koordynuje pracę trzech dronów. Stacja naziemna jest też zdolna odbierać dane w postaci zdjęć, filmów, informacji o kierunku i sile wiatru oraz temperaturze powietrza. Te informacje mogą być przekazywane jednostkom artylerii do opracowywania danych do prowadzenia i korygowania ognia lub jednostkom lotniczym do ustalania celów ataku, np. dla bombowców Su-24M. Personel jest szkolony w jednostce w Kołomnie w obwodzie moskiewskim.
Został po raz pierwszy zaprezentowany publicznie w październiku 2015 r. na wystawie Dnia Innowacji Południowego Okręgu Wojskowego. 14 października 2015 r. sprzęt został przekazany do użytkowania jednostkom z Zachodniego Okręgu Wojskowego. Już wcześniej, wiosną 2015 r., system został wykorzystany bojowo w okupowanym Donbasie. W 2016 r. odnotowano użycie systemu podczas wojny domowej w Syrii.
W 2018 r. manewry z użyciem systemu Lejer-3 zostały przeprowadzone w jednostkach 49. Armii Południowego Okręgu Wojskowego. Miały one na celu sprawdzenie zdolności zastosowania systemu do zwalczania UAV oraz pocisków manewrujących. W 2020 r. system został udostępniony siłom zbrojnym Armenii podczas konfliktu o Górski Karabach. Z uwagi na wbudowane w wojskowe systemy łączności zabezpieczenia jego użycie nie zakończyło się sukcesem. W styczniu 2022  r. system RB-341W Lejer-3 został wykorzystany podczas tłumienia demonstracji w Kazachstanie. Wyposażenie elektroniczne przenoszone przez drony Orłan-10 pozwoliło na wyszukiwanie miejsc koncentracji uczestników demonstracji oraz na zakłócenie łączności telefonicznej pomiędzy nimi.
Bojowe użycie systemu odnotowano w 2022 r. podczas agresji Federacji Rosyjskiej na Ukrainę.

## Zastosowanie
Podstawowe zadania systemu to:
- zagłuszanie komunikacji telefonii komórkowej,
- imitacja stacji bazowych telefonii komórkowej GSM 900 i GSM 1800 oraz transmisja za ich pomocą fałszywych informacji służących wojnie psychologicznej,
- rozpoznanie poprzez lokalizowanie terminali nadawczych w sieciach GSM,
- wykrywanie urządzeń abonenckich (telefonów komórkowych, tabletów i innych),
- określanie lokalizacji punktów abonenckich,
- przekazywanie danych lokalizacyjnych jednostkom artylerii i lotnictwa,
- obserwacja sytuacji na polu walki i nadzorowanie ruchu wojsk.

## Opis techniczny

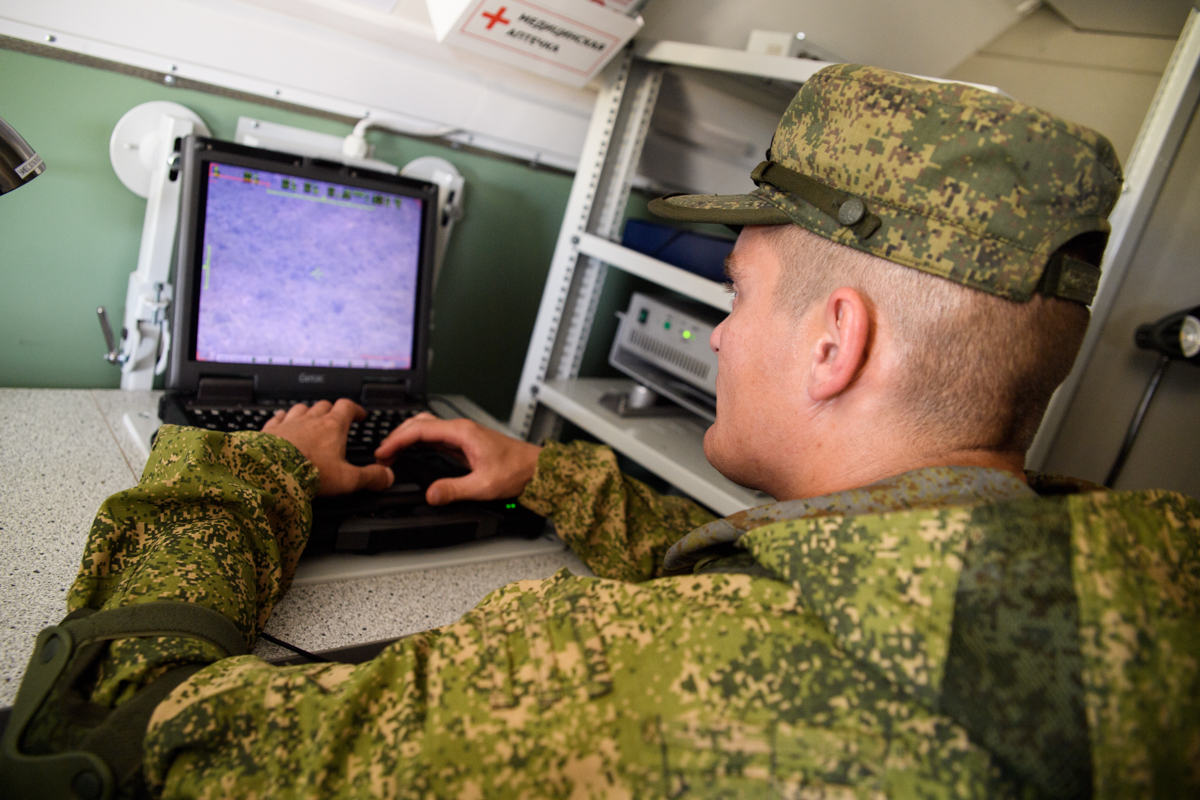
Wnętrze modułu dowodzenia

System jest przeznaczony do zagłuszania komunikacji GSM z wykorzystaniem informacji przesyłanych z dronów Orłan-10. Składa się z modułu dowodzenia zamontowanego na ciężarówce KaMaZ-5350 i trzech bezzałogowych statków powietrznych Orłan-10. Do obsługi systemu zatrudnionych jest czterech żołnierzy. Przejście z położenia marszowego do bojowego zajmuje 30 minut.
UAV za pomocą przenoszonego urządzenia  o mocy 10 W są w stanie zagłuszać sygnały GSM w promieniu 6 kilometrów lub zrzucać na spadochronie jednorazowe nadajniki zagłuszające. Moduł dowodzenia zawiera stanowiska operatorów systemu łączności oraz urządzenia startowe umożliwiając wystrzeliwanie dronów. Zaletą systemu jest zdolność do operowania bez korzystania przez drony z utwardzonych pasów startowych.